# Wright R-760
Wright R-760 Whirlwind ist eine Baureihe von luftgekühlten Siebenzylindersternmotoren des US-amerikanischen Motorenherstellers Wright Aeronautical, einem Tochterunternehmen von Curtiss-Wright. Die Motoren verfügen über einen Hubraum von 12,4 Litern und Leistungen zwischen 225 PS (165 kW) und 350 PS (257 kW).

## Konstruktion und Entwicklung
Wright stellte die J-6-Whirlwind-Familie im Jahr 1928 vor, um die neunzylindrige Baureihe R-790 abzulösen. Sie beinhaltete Modelle mit fünf, sieben und neun Zylindern, wobei das Siebenzylindermodell ursprünglich als J-6 Whirlwind Seven (kurz: J-6-7) bezeichnet wurde. Die US-Regierung wählte jedoch die Bezeichnung R-760, die später von Wright übernommen wurde.
Wie alle Modelle der J-6-Familie hat auch der R-760 größere Zylinder als der R-790. Während der Hub von 5,5 in (139,7 mm) beibehalten wurde, wurde die Bohrung von den 4,5 in (114,3 mm) des R-790 auf 5 in (127 mm) erweitert. Anders als der Saugmotor R-790 verfügt der R-760 wie alle J-6-Motoren über eine Kompressoraufladung.
Mit der Zeit verfeinerte Wright den R-760 und bezeichnete die verschiedenen Versionen mit angehängten Buchstaben. Der ursprüngliche R-760 verfügte über eine Leistung von 225 PS (165 kW), während der R-760E aus dem Jahr 1931 aufgrund überarbeiteter Zylinderköpfe 250 PS (184 kW) leistete. Wright fügte später ein weiteres Suffix hinzu, um verschiedene Motorleistungen zu kennzeichnen. So verfügte der R-790E-1, der im gleichen Jahr wie der R-760E gebaut wurde, dank einer verbesserten Kompression und einer höheren Nenndrehzahl über eine Startleistung von 300 PS (221 kW). Der R-760E-2 aus dem Jahr 1935 leistete aufgrund einer verstärkten Kompressoraufladung und noch weiter erhöhter Nenndrehzahl sogar 350 PS (257 kW).
Der für Schulflugzeuge konzipierte R-760E-T (T für Trainer) hingegen verfügte zwar über die hohe Kompression des R-760E-1, jedoch nicht über den Ladekompressor und leistete dadurch lediglich 235 PS (173 kW).

## Einsatzgeschichte
Der R-760 war mit ähnlichem Hubraum und ähnlicher Leistung Ersatz für den R-790. Die US-Navy verwendete ihn als Triebwerk für verschiedene Doppeldecker – vorrangig Schulflugzeuge – wie der Consolidated NY, der Curtiss N2C Fledgling und der N3N Canary der Naval Aircraft Factory, von denen letztere in großen Stückzahlen hergestellt und in den meisten Fällen mit einem in Lizenz von der Naval Aircraft Factory gebauten Motor ausgerüstet wurde. Für die Schulflugzeuge wurde normalerweise der R-760E-T verwendet.
Viele zivile Flugzeugmuster, unter anderem von Beechcraft, Cessna, Curtiss-Wright, Stearman, Stinson, und Waco, verwendeten ebenfalls R-760-Modelle als Antrieb. Meistens wurden dafür die kompressoraufgeladenen R-760-Modelle genutzt.
Bis 1945 wurden rund 1.400 R-760-Einheiten gebaut. Weitere Exemplare wurden von ausländischen Herstellern wie der brasilianischen Fábrica Nacional de Motores in Lizenz produziert.

## Versionen
- J-6-7 (R-760): 225 PS (165 kW) bei 2.000 min−1[2]
- R-760E: 250 PS (184 kW) bei 2.000 min−1, Leistungserhöhung durch überarbeitete Zylinderköpfe[3][2]
- R-760E-1: 285 PS (210 kW) bei 2.100 min−1, 300 PS (221 kW) bei 2.250 min−1 Startleistung durch erhöhte Kompression[3][2]
- R-760E-2: 320 PS (235 kW) bei 2.200 min−1, 350 PS (257 kW) bei 2.400 min−1 Startleistung durch stärkeren Ladekompressor und erhöhte Kompression[3][2]
- R-760E-T: 235 PS (173 kW) bei 2.000 min−1, Version des R-760E-1 ohne Aufladung für Schulflugzeuge[3][2]
- R-760-2, -4, -8: 235 PS (173 kW) bei 2.000 min−1, US-Navy-Versionen des R-760E-T[3]

## Anwendung
- Abrams P-1 Explorer
- Beechcraft Staggerwing
- Cessna DC-6B Scout
- Consolidated NY-3
- Curtiss N2C-2 Fledgling
- Fairchild Model 45
- Howard DGA-8 und DGA-15W
- Naval Aircraft Factory N3N Canary
- St. Louis YPT-15
- Stearman C3R Business Speedster
- Stinson Junior
- Stinson Reliant
- Waco CSO and CTO
- Waco CJC, CJC-S, DJC, DJC-S, and DJS
- Waco CUC, DQC-6, EQC-6, DGC-7 & 8, EGC-7 & 8
- Waco CRG

## Ausgestellte Exemplare
Wright-R-760-Motoren werden selten ausgestellt. Ein R-760-E2 befindet sich im Evergreen Aviation & Space Museum in McMinnville, Oregon.

## Technische Daten
| Motor    | Dauerleistung                   | Startleistung                   | Kompression | Übersetzungsverhältnis Ladekompressor | Oktanzahl | Trockenmasse    |
| -------- | ------------------------------- | ------------------------------- | ----------- | ------------------------------------- | --------- | --------------- |
| R-760E   | 250 PS (184 kW) bei 2.000 min−1 |                                 | 5.1:1       | 7.05:1                                | 73        | 530 lb (240 kg) |
| R-760E-1 | 285 PS (210 kW) bei 2.100 min−1 | 300 PS (221 kW) bei 2.250 min−1 | 6.1:1       | 7.05:1                                | 73        | 565 lb (256 kg) |
| R-760E-2 | 320 PS (235 kW) bei 2.200 min−1 | 350 PS (257 kW) bei 2.400 min−1 | 6.3:1       | 9.17:1                                | 80        | 570 lb (259 kg) |
| R-760E-T | 235 PS (173 kW) bei 2.000 min−1 |                                 | 6.1:1       | none                                  | 73        | 540 lb (245 kg) |